# سیمون سالویاتو
سیمون سالویاتو (انگلیسی: Simone Salviato؛ زادهٔ ۱۲ ژوئیهٔ ۱۹۸۷) بازیکن فوتبال اهل ایتالیا است.
از باشگاه‌هایی که در آن بازی کرده‌است می‌توان به باشگاه فوتبال ویرتوس لانچانو، باشگاه فوتبال ونتزیا، باشگاه فوتبال باری، باشگاه فوتبال پادوا، باشگاه فوتبال دلفینو پسکارا، باشگاه فوتبال لیورنو، و باشگاه فوتبال نووارا اشاره کرد.